# RFA Wave Ruler (A390)
El RFA Wave Ruler (A390) es un buque de aprovisionamiento de la Clase Wave de la Royal Fleet Auxiliary (RFA). Fue puesto en gradas en 1998, botado en 2001 y asignado en 2003.

## Construcción y características
Fue construido por BAE Systems Marine de Glasgow, Escocia; fue puesto en gradas en 1998, botado en 2001 y asignado en 2003.